# 中国驻济州总领事馆
中华人民共和国驻济州总领事馆（韩语：／），简称中国驻济州总领事馆，是中华人民共和国派驻韩国济州特别自治道济州市的最高级别外交机构。领区包括济州特别自治道。

## 机构设置
中国驻济州总领事馆设置下列机构：
- 双边处[2]
- 领事侨务处[3]
- 办公室